# Hatebeak
Hatebeak är en amerikansk death metal-grupp, aktiv 2003-2009. Den består av Waldo, Blake och Mark. Gruppen är mest känd för att sångaren Waldo, som är en papegoja, en femtonårig (när gruppen grundades) grå jako. Hatebeak är ett studioprojekt och bandet spelar inte live, eftersom Waldo är känslig för starka ljud.

## Medlemmar
Nuvarande medlemmar
- BLK (Blake Harrison) – basgitarr (2003–2009), trummor, gitarr, trumprogrammering (2005–2009), basgitarr, gitarr, trumprogrammering (2015– )
- MRK (Mark Sloan) – gitarr (2003–2009), basgitarr, trumprogrammering (2003–2009), gitarr, basgitarr, trumprogrammering (2015– )
- Waldo – sång (2003–2009, 2015– )

Tidigare medlemmar
- VNC (Vincent Saulsbury) – basgitarr
- WLL – trummor (2003–2004)
- CHRS – okänd (2004–2005)

## Diskografi
Demo
- Demo CD (2003)

Studioalbum
- The Number of the Beak (2015)

Annat
- Beak of Putrefaction (delad EP med gruppen Longmont Potion Castle) (2004)
- Bird Seeds of Vengeance (delad EP med gruppen Caninus) (2005)
- The Thing That Should Not Beak (delad EP med gruppen Birdflesh) (2007)